# Tweede Kamerverkiezingen 1981/Kandidatenlijst/Centrumpartij
Dit is de kandidatenlijst voor de Tweede Kamerverkiezingen 1981 van de Centrumpartij. De partij deed niet mee in de kieskringen V (Rotterdam), VII (Leiden), VIII (Dordrecht) en XI (Haarlem).

## De lijst
1. Hans Janmaat - 10.722 stemmen
2. Wim Bruyn - 809
3. M.T. Giesen - 66
4. W.J. Scheelings - 68
5. N.T. Konst - 40
6. S. Evenhuis-van Heyningen - 62
7. A. Alblas - 149
8. H.K. Kleijn - 30
9. J.C. Wapenaar - 38
10. A.F. Rondema - 96
11. A.G. Broekema - 55
12. J.C. Druppers-Westerman - 107

PvdA · CDA · VVD · D'66 · SGP · PPR · CPN · GPV · PSP · Rechtse Volkspartij · DS'70 · RKPN · Partij van Rijksgenoten · Kleine Partij · God Met Ons · Nederlandse Evolutie Partij · Leefbaar Nederland · SP · De Vrede Partij · RPF · Realisten '81 · IKB · NVU · Centrumpartij · Partij tot Likwidatie van Nederland · Wereld Welzijns Bewustwording · EVP · SOS
1981 · 1982 · 1986